# 甲府市立富士川小学校
甲府市立富士川小学校（こうふしりつ ふじかわしょうがっこう）は、山梨県甲府市中央三丁目にあった公立小学校である。
甲府市中心部に位置する歴史のある小学校であったが、ドーナツ化現象などによる児童数減少により、2011年3月（平成22年度）をもって閉校し、同年4月からは隣接する甲府市立琢美小学校と統合され、新設校甲府市立善誘館小学校となった。

## 沿革
- 1872年（明治5年）10月3日 - 開校
- 1874年（明治7年）2月16日 - 工町に校舎落成。琢美学校と称す
- 1879年（明治12年）9月22日 - 琢美、梁木、相生の三校が合併し、甲府学校と称す。琢美を甲府第一学校と称す。
- 1900年（明治33年）1月21日 - 富士川町に新校舎落成。元の校舎を琢美教場と改称。
- 1906年（明治39年）6月25日 - 校章制定（男子児童の帽子の徽章とする）。
- 1908年（明治41年）10月30日 - 校訓を発表（「学をはげめ・善を行え・体をきたえよ」）、校歌を制定。
- 1909年（明治42年）1月21日 - 校旗樹立式を行う。
- 1923年（大正12年）2月17日 - 富士川小学校保護者会を創立。
- 1936年（昭和11年）6月8日 - 養護学級開設
- 1941年（昭和16年）4月1日 - 富士川国民学校と改称
- 1961年（昭和36年）12月24日 - 標準服完成,本日より着用
- 1967年（昭和42年）4月1日 - 「言語治療教室」開設
- 1972年（昭和47年）10月3日 - 創立100周年記念式典と祝賀式挙行
- 1993年（平成5年）
  - 3月10日 - 創立120周年記念タイル画完成
  - 4月1日 - ことばの教室が通級制になる
- 1997年（平成9年）4月1日 - 特殊学級開設
- 2000年（平成12年）2月27日 - NHK道徳「虹色定期便」ロケ開始
- 2002年（平成14年）10月15日 - 創立130周年を祝う会
- 2003年（平成15年）7月29日 - 風力発電機,太陽光発電パネル設置
- 2011年（平成23年）3月31日 - 閉校
- 2013年（平成25年）4月1日 - 跡地に「富士川悠遊館」がオープン[1]

## 児童の服装
甲府市の大部分の小学校では、私服登校が可能だが、富士川小学校では標準服の着用が義務付けられていた。甲府市内で標準服が存在する学校は、本校のほかは北新小学校がある程度である。なお、2000年に放送された『虹色定期便』は富士川小学校を舞台としており、出演した子役たちも標準服を着用していた。

## 学校周辺
- 甲府駅
- 舞鶴城公園
- 山梨県立科学館
- JR金手駅